# Hengwiller
 Hengwiller (en alsacià Hangwiller) és un municipi francès, situat a la regió del Gran Est, al departament del Baix Rin. L'any 2005 tenia 174 habitants. Limita amb Dimbsthal i Salenthal al nord-est, amb Birkenwald al sud-est, d'Obersteigen al sud-oest i amb Reinhardsmunster al nord-oest.
Forma part del cantó de Saverne, del districte de Saverne i de la Comunitat de comunes del Pays de Saverne.

## Demografia
| 1962 | 1968 | 1975 | 1982 | 1990 | 1999 |
| ---- | ---- | ---- | ---- | ---- | ---- |
| 88   | 98   | 88   | 93   | 107  | 167  |

## Administració
| Període | Identitat    | Partit |
| ------- | ------------ | ------ |
| 2001-   | Marcel Blaes |        |